# SS Rhynland

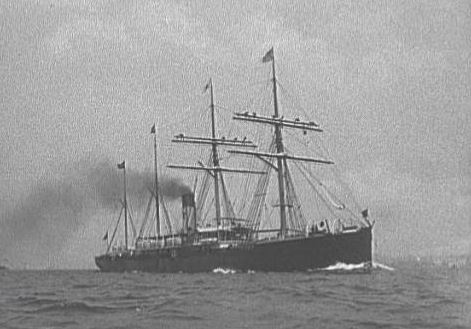
SS Rhynland vers 1890.

Le SS Rhynland est un paquebot transatlantique de la Red Star Line. L'abréviation SS signifie "Steam Ship", c'est-à-dire un bateau mû, au moins en partie, par une machine à vapeur. C'est en fait un bateau "à voile et à vapeur", typique de la deuxième moitié du XIXe siècle. Il possède en effet une cheminée pour sa machine à vapeur mais aussi quatre mâts. Naviguant en partie à la voile, il ne dépasse pas la vitesse de 14 nœuds, soit environ 25 kilomètres par heure, ce qui entraîne des durées de traversée d'au moins deux semaines. 
Le Rhynland a été construit par les constructions navales Vickers à Barrow-in-Furness, au nord-ouest de la Grande-Bretagne, pour la compagnie Red Star Line à la fin des années 1870. Il mesure 122 mètres de long et déplace 3700 tonnes environ. Il est lancé le 10 mars 1879 et sa première traversée est effectuée à partir du 10 juin entre Anvers en Belgique et New-York. À l'origine le navire peut embarquer 150 passagers de seconde classe et 800 passagers de troisième classe, mais en 1903 il est réaménagé et propose 1000 places uniquement en troisième classe. Le Rhynland effectue sa dernière traversée entre Anvers et New-York du 22 mai au 5 juin 1906. Il est vendu en Italie et renommé Rhyna, nom sous lequel il sera démantelé .
Ce navire est emprunté par de nombreux migrants européens,, au départ d'Anvers ou de Southampton pour rejoindre les États-Unis à Philadelphie ou à New-York (Ellis Island). 
La famille d'Irving Berlin,, a par exemple voyagé sur le Rhynland à destination de New-York.